# Euplagia
Euplagia é um gênero de traça pertencente à família Arctiidae.